# Grand Theft Auto: San Andreas
Grand Theft Auto: San Andreas (souvent abrégé en GTA: San Andreas, San Andreas ou GTA: SA) est un jeu vidéo de tir à la troisième personne, de conduite et d'action-aventure en monde ouvert, développé par Rockstar North en Écosse (Royaume-Uni). Le jeu vidéo est initialement commercialisé en octobre 2004 sur console PlayStation 2. Il est, par la suite, commercialisé en juin 2005 sur console Xbox et sur Microsoft Windows (PC). Il est le septième opus en date de la série Grand Theft Auto, le dernier volet majeur de l'univers 3D avant le passage de la franchise à l'univers HD avec Grand Theft Auto IV.
Le jeu vidéo se déroule dans l'État fictif de San Andreas, localisé comme étant un archipel de trois îles fictives, imitant trois grandes villes métropolitaines : Los Santos (inspirée de Los Angeles), San Fierro (inspirée de San Francisco) et Las Venturas (inspirée de Las Vegas), incluant des déserts, lacs, forêts et une montagne qui sépare les villes. L'histoire se passe en 1992, San Andreas suit les aventures d'un membre de gang, Carl « CJ » Johnson, de retour dans sa ville natale, Los Santos, après avoir appris le meurtre de sa mère. CJ retrouve ses vieux amis et sa famille en péril. Tout au long du jeu, Carl se démène pour trouver le meurtrier de sa mère et gagner en influence, en tentant de redonner à son gang sa gloire d'antan.
Le jeu rencontre un grand succès critique et commercial dès sa sortie. Et, tout comme les précédents opus de la série, la sortie de Grand Theft Auto: San Andreas a engendré plusieurs polémiques. En effet, la violence omniprésente tout au long du titre et la présence d'un mini-jeu pornographique — bien que non-accessible — ont provoqué l'indignation du grand public.
Devant le succès phénoménal du jeu, l'éditeur a fait de nombreux portages sur d'autre plates-formes, comme MacOS, iOS, le PlayStation Network ou le Xbox Network. En 2021, Rockstar sort une compilation remasterisée des trois principaux jeux de l'univers 3D de la franchise (dont San Andreas), appelée Grand Theft Auto: The Trilogy – The Definitive Edition. Il sort également sur la plate-forme de streaming payant Netflix en 2023.

## Trame

### Univers
Les évènements du jeu prennent place dans l'État fictif de San Andreas dont la géographie est fortement inspirée de la Californie et du Nevada ; deux états du sud-ouest des États-Unis. La surface du jeu est équivalente à 36 km2, soit quatre fois la taille de la ville de Vice City (où se déroulait le précédent opus de la série) et cinq fois celle de Liberty City (théâtre des aventures de GTA III).
L'état est formé par un ensemble de grandes îles entourées par l'océan. Trois grandes villes reliées par un réseau routier ceinturent une vaste zone rurale composée de petites villes et villages. Ainsi, on trouve au sud-est Los Santos, ville inspirée de Los Angeles, à l'ouest San Fierro qui est inspirée de San Francisco et au nord-est Las Venturas qui est inspirée de Las Vegas. Les grandes villes sont également interconnectées via des réseaux ferrés et aériens.
Les grandes villes fictives sont réalisées dans un style distinct ce qui apporte à chaque mégapole une identité unique, chacune disposant de nombreux lieux basés sur leur ville d'inspiration. Le joueur pourra donc croiser, au hasard de ses aventures, le panneau Vinewood (parodié du Panneau Hollywood), le tramway de San Fierro (basé sur les Cable Cars de San Francisco), la très sinueuse Windy Windy Windy Street (inspirée de Lombard Street) et des casinos comme le Caligula's (d'après le célèbre Caesars Palace) ou le The Camel's Toe (pastiche du Luxor).
Les étendues rurales entre les trois villes sont particulièrement variées. On y trouve de grandes exploitations fermières au nord de Los Santos, le Red County basé sur le comté d'Orange situé dans les environs de Los Angeles. Au sud de San Fierro se situe une chaîne montagneuse, où culmine à près de 800 m le mont Chiliad inspiré du mont Diablo, des zones forestières ainsi que des badlands qui sont des paysages typiques du Dakota du Sud. Enfin, la zone désertique qui entoure Las Venturas semble inspirée des grands déserts de l'Arizona et de l'Utah, moins peuplée que le reste de l'état, est dotée d'une base militaire secrète Area 69 (fortement inspirée de la Zone 51), un monolithe de forme phallique parodiant le site de Monument Valley et un gigantesque barrage hydroélectrique (basé sur le célèbre Hoover Dam).

### Histoire
En 1992, Carl « CJ » Johnson, un ancien membre du gang des Grove Street Families revient dans sa ville natale Los Santos, après avoir appris le meurtre de sa mère, Beverly, au cours d'une fusillade au volant. À son arrivée, CJ est interpellé par des policiers corrompus, Eddy Pulaski, Jimmy Hernandez et leur leader, Frank Tenpenny. CJ est forcé d'accepter de travailler pour eux.
CJ peut finalement retrouver Sweet, son frère, et Kendl, sa sœur pour enterrer leur mère. Dans un premier temps, Sweet se montre froid avec CJ, lui reprochant sa longue absence de Los Santos et son abandon des Grove Street Families qui a conduit au déclin du gang. CJ remonte néanmoins dans l'estime de son frère après sa promesse de rester pour aider le gang à retrouver sa gloire passée. Les deux frères travaillent ainsi de concert avec leurs amis Big Smoke et Ryder pour ré-unifier le gang des Grove Street Families et reconquérir les territoires perdus aux mains des Ballas, leur gang rival. En parallèle, CJ continue de suivre les ordres du C.R.A.S.H. — l'unité de police de Tenpenny. Kendl quant à elle, commence à fréquenter Cesar Vialpando, un membre du gang des Varrios Los Aztecas. Initialement méfiant, CJ réalise par la suite qu'il est véritablement attaché à sa sœur et deviennent amis.
La montée en puissance des Grove Street Families est en bonne voie, et pour mettre fin à la guerre des gangs, Sweet prépare un plan pour piéger un nombre important de Ballas. Cependant, juste avant de se rendre sur les lieux de l'affrontement, Cesar appelle CJ qui a quelque chose à lui montrer. Lors de leur rencontre, ils assistent tous les deux au camouflage de la voiture utilisée durant le meurtre de la mère de CJ. À ce moment, les protagonistes comprennent que la fusillade avait pour cible Sweet et qu'elle a été perpétrée par Big Smoke et Ryder, de connivence avec Tenpenny et les Ballas pour liquider ce qui restait des Grove Street Families. Furieux, CJ se précipite pour venir en aide à son frère qui est tombé dans l'embuscade tendue par les Ballas. Il parvient à le sauver, mais se feront tous deux arrêter par Tenpenny et la police de Los Santos. Les deux leader du gang tombés, Big Smoke et Ryder, peuvent annoncer leur alliance avec les Ballas ; ce qui leur permet d'avoir le contrôle sur la quasi-totalité de la ville et de l’inonder de drogue, et ce, avec la bénédiction de Tenpenny. Il semble que ni rien ni personne à Los Santos ne puisse leur résister.
Néanmoins, Tenpenny préfère garder CJ hors de prison afin qu'il continue à suivre ses ordres, en menaçant de tuer Sweet s'il refuse de coopérer. Il conduit donc CJ hors de Los Santos dans la campagne environnante. De son côté, Cesar le met en relation avec sa cousine Catalina qui a besoin d'un homme de main pour une série de braquages dans la région. Il rencontre aussi un hippie qui se fait appeler The Truth et Wu Zi Mu, le chef sino-américain des Triades de San Fierro qui se trouve également être aveugle. À la suite d'une victoire lors d'une course de voiture contre Claude (le nouvel amant de Catalina), CJ remporte un garage situé dans la ville de  San Fierro. Il s'y rend avec The Truth, Cesar et Kendl afin qu'il puisse remettre le garage sur pied et ainsi rentabiliser leur nouvelle propriété. Dans cette nouvelle ville, CJ se frotte au Loco Syndicate, le gang qui livre la drogue à ses anciens amis Big Smoke et Ryder. Après avoir infiltré le gang et identifié leur chef, Mike Toreno, CJ tue Ryder et les autres haut placés du Loco Syndicate (T-Bone Mendez et Jizzy B) avant d'exploser l'hélicoptère de Mike Toreno en plein vol et de mettre le feu à l'usine de fabrication de drogue du syndicat.
Peu après, CJ est appelé par un homme ayant modifié sa voix pour lui donner rendez-vous dans un ranch au beau milieu du désert. CJ y trouve Mike Toreno, toujours en vie et auteur du coup de téléphone. Il explique être un agent du gouvernement infiltré dans des organisations criminelles et demande l'aide de CJ dans des opérations douteuses en échange de la libération de Sweet. Pendant ce temps, Wu Zi Mu, qui a déménagé vers Las Venturas, propose à CJ de devenir partenaire dans son nouvel établissement — le Four Dragons Casino — où il a besoin d'aide pour s'imposer face à la mafia qui contrôle la majorité de la ville. Pour arriver à leur fin, CJ réalise quelques missions pour la mafia et gagner la confiance du parrain de Liberty City, Salvatore Leone. Finalement, Wu Zi Mu et CJ organisent le braquage de l'un des casinos appartenant à la mafia ce qui permet à la Triade d'obtenir une place de choix dans l'industrie des jeux de hasards de Las Venturas. Durant ses missions, CJ y fait la connaissance du célèbre rappeur Madd Dogg — à qui il avait dérobé son carnet de rimes pour aider OG Loc, un ami débutant, à percer — et l'empêche de se suicider. Pour le remercier, Madd Dogg propose à CJ d'être son manager à sa sortie de cure de désintoxication.
Tenpenny sent que son arrestation devient inévitable et charge son partenaire, Eddy Pulaski d'assassiner CJ et Jimmy Hernandez, l'officier de police qui a renseigné les Internal affairs sur leurs agissements. Pulaski contraint CJ à creuser sa propre tombe, mais juste avant  son exécution, Hernandez, grièvement blessé parvient à déstabiliser Pulaski qui le tue d'un coup de feu à bout portant avant de prendre la fuite. CJ, lancé à sa poursuite le rattrape et abat l'officier.
Après sa désintoxication, Madd Dogg demande à CJ de l'aider à relancer sa carrière musicale, ce qui le ramène dans la ville de Los Santos. En parallèle, Mike Toreno demande une dernière faveur à CJ avant de rendre la liberté à Sweet. Maintenant que CJ a pu faire fortune avec ses diverses activités dans San Andreas, il demande à son frère d'y participer mais celui-ci est toujours en colère contre lui pour avoir abandonné son quartier et le gang aux mains des dealers de drogues des Ballas. Ils décident alors d'engager la bataille contre les gangs rivaux et de reconstruire les Grove Street Families. Pendant ce temps là, Tenpenny, récemment arrêté, fait face à la justice pour répondre de ses crimes, mais il est relaxé pour manque de preuves et de témoins. Cette décision déclenche alors des émeutes dans toute la ville. Cesar et CJ parviennent à reprendre le contrôle du barrio et des quartiers alentour pour son gang, ce qui leur permet d'obtenir des informations sur le refuge de Big Smoke.
CJ et Sweet se rendent dans l'immeuble où se cache Big Smoke, pour l'affronter une dernière fois. CJ se faufile jusqu'au dernier étage de la forteresse pour confronter Big Smoke. Malgré les tentatives de conciliations de CJ, il refuse de se rendre et engage le combat contre son ancien ami. CJ prend le dessus et, mortellement blessé, Big Smoke confesse avoir trahi le gang pour obtenir du pouvoir et de l'argent. Tenpenny arrive au même moment et dérobe l'argent de Big Smoke pour qu'il puisse fuir de la ville. CJ et Sweet le pourchassent  dans toute la ville mais l'officier déchu perd le contrôle de son véhicule et le précipite au-dessus de la rambarde du pont qui surplombe l'impasse de Grove Street. CJ et ses amis regardent alors, Tenpenny, grièvement blessé, ramper hors de la carcasse du véhicule et succomber à ses blessures.
À la suite de ces évènements, CJ et sa famille rejoints par Cesar et Madd Dogg célèbrent le retour au calme du quartier et de la ville. Pendant la fête, CJ décide de faire un tour dans le voisinage et ses environs.

### Personnages
Comme dans les précédents jeux de la série, le casting comporte de nombreuses célébrités comme Samuel L. Jackson, David Cross, Andy Dick, James Woods, Peter Fonda, Charlie Murphy, Frank Vincent, Chris Penn ou Wil Wheaton. Le personnage principal est quant à lui interprété par Young Maylay. L'édition 2009 du Guinness des records nomme San Andreas comme le jeu vidéo ayant la plus grande distribution avec 861 comédiens au générique, dont 174 professionnels (la plupart des autres voix étant celles de fans de la série).

## Système de jeu
Grand Theft Auto: San Andreas est un jeu d'action-aventure en vue à la troisième personne. Le joueur incarne Carl "CJ" Johnson, un criminel, et accomplit des missions, des scénarios linéaires avec des objectifs définis, pour faire progresser l'histoire. En dehors de ces missions, il explore librement le monde ouvert et réalise des missions secondaires optionnelles,. Un mode multijoueur permet à deux joueurs d'évoluer simultanément dans cet univers. L'action se déroule dans l'État fictif de San Andreas, qui constitue le monde ouvert et comprend trois métropoles : Los Santos, San Fierro et Las Venturas. L'accès à ces villes se débloque progressivement au fil de l'histoire, tandis que les aéroports offrent un système de voyage rapide entre elles. Réparties sur la carte, des planques peuvent être achetées pour sauvegarder la progression et stocker des véhicules.
Le joueur se déplace en courant, en nageant ou en utilisant divers véhicules. Pour affronter ses ennemis, il dispose d'attaques au corps à corps, d'armes à feu et d'explosifs, avec la possibilité de manier deux armes simultanément et de tirer depuis un véhicule en mouvement,. Les armes peuvent être achetées auprès d'armureries locales, récupérées sur des ennemis vaincus ou trouvées disséminées dans le monde du jeu. Lors des combats, un système de visée automatique permet de verrouiller les cibles . En cas de blessure, la jauge de santé se régénère entièrement grâce à des objets de soin, tandis qu'un gilet pare-balles absorbe les dégâts causés par les tirs et les explosions,. Lorsque la santé du joueur est épuisée, il réapparaît à l'hôpital . En cas de crime, les forces de l'ordre réagissent en fonction d'un indice de recherche affiché à l'écran. Cet indicateur, représenté par des étoiles, reflète le niveau de poursuite : au maximum de six étoiles, des hélicoptères de police et des unités militaires interviennent . Les agents traquent le joueur s'il quitte la zone de recherche, mais l'indice diminue progressivement si celui-ci reste hors de leur champ de vision. Le jeu propose plus de 180 véhicules, dont des voitures, des motos, des avions, des bateaux et des véhicules télécommandés . La plupart peuvent être personnalisés avec des modifications telles que des suspensions hydrauliques, des moteurs à protoxyde d'azote et des systèmes audio .
Dans le monde du jeu, le joueur peut conquérir des territoires en affrontant des membres de gangs rivaux. Un territoire est acquis après avoir survécu à trois vagues d’attaques ennemies. Toutefois, ces zones sont sujettes à des assauts périodiques de gangs adverses et doivent être défendues sous peine d’être perdues . Lors de l'exploration libre, diverses activités sont accessibles, comme le cambriolage, la lutte contre les incendies, le proxénétisme, les missions de taxi et de justicier. Leur accomplissement rapporte de l’argent, utilisable pour acheter des accessoires, des vêtements, des coupes de cheveux et des tatouages pour CJ, introduisant ainsi des éléments de jeu de rôle inédits dans la série,.
L’équilibre entre alimentation et exercice influence l’apparence et les capacités physiques de CJ : manger et s’entraîner maintient sa santé, tandis qu’une perte de muscle réduit son efficacité au combat. Trois styles de combat au corps à corps, boxe, kickboxing et arts martiaux mixtes, peuvent être appris dans les salles de sport de chaque ville . Le jeu suit également le niveau de respect de CJ auprès de ses amis, qui varie en fonction de ses actions et de son apparence . Certaines compétences, comme la conduite, la maîtrise des armes à feu, la capacité pulmonaire, la musculature et l’endurance, évoluent avec l’expérience et débloquent de nouvelles mécaniques de jeu,. Le joueur a la possibilité d’entretenir des relations avec six femmes et peut les inviter à dîner, boire un verre ou danser .

## Développement
L'équipe de 50 personnes de Rockstar North entame le développement de San Andreas après la sortie de Grand Theft Auto: Vice City en octobre 2002,. Avec un cycle de développement de deux ans, contre un an pour Vice City, les développeurs disposent de plus de temps pour expérimenter et réévaluer les précédents opus de la série. Le producteur Leslie Benzies ambitionne de redéfinir la franchise et de « révolutionner le gameplay ouvert ainsi que les standards de production des jeux vidéo ». Pour allouer davantage de ressources à San Andreas, Rockstar Games repousse la sortie de The Warriors, initialement prévue pour 2004, à l’année suivante. Le budget du jeu est inférieur à 10 millions de dollars américains.
Le faible taux de renouvellement au sein de Rockstar North depuis le développement du premier Grand Theft Auto en 1997 permet à l'équipe de capitaliser sur son expérience avec la série. Toutefois, certains développeurs expriment des inquiétudes concernant les conditions de travail durant la production de San Andreas, n’ayant pas eu de véritable pause après Vice City. Le programmeur Gary Foreman craint que l’entreprise soit entrée dans une phase de « crunch » permanent, certains employés travaillant jusqu’à 17 heures par jour.
Des tensions émergent entre certains membres de l'équipe et le président de Rockstar, Sam Houser, au sujet des conditions de travail, poussant plusieurs développeurs à quitter le studio . L’un d’eux, un vétéran de la société, démissionne en raison de la représentation des Afro-Américains dans San Andreas et d’un ton qu'il juge plus sombre et opportuniste dans les productions de Rockstar, notamment San Andreas et Manhunt (2003) .

### Conception technique et monde ouvert
Le monde de San Andreas est initialement conçu comme trois cartes distinctes reliées par des transports en commun. Finalement, il devient une seule carte regroupant trois grandes villes, séparées par des zones rurales et désertiques. Ces villes s’inspirent de lieux réels : Los Santos de Los Angeles, San Fierro de San Francisco et Las Venturas de Las Vegas,.
Au début du développement, l’équipe se rend sur place pour effectuer des recherches et capturer des photographies,. Le directeur artistique Aaron Garbut estime que représenter fidèlement les territoires des gangs de Los Angeles est particulièrement difficile sans expérience directe. L’équipe de recherche de Rockstar, basée à New York, collecte des milliers de photos et vidéos, dont certaines sont intégrées comme textures dans le jeu,,.
L’univers de San Andreas s’étend sur 36 km² (14 mi²), soit quatre à six fois la taille de Grand Theft Auto III et Vice City,. Chaque ville de San Andreas est approximativement aussi vaste que l’intégralité de Vice City. Garbut note qu’en raison de cette expansion, il devient plus difficile de mémoriser la carte que celles des précédents opus. L’équipe veille à ce que tous les éléments du jeu y compris le packaging et le marketing suivent une thématique cohérente afin de renforcer l’immersion des joueurs,.
Les liens de Rockstar North avec des natifs de Los Angeles, tels qu'Estevan Oriol (en), Mister Cartoon (en) et DJ Pooh (en), ont permis à l’équipe d’imiter de manière authentique la culture de rue des années 1990 de la ville. L’objectif était de créer un monde ni trop « enfantin » ni trop précis, en privilégiant la « profondeur » à la taille purement quantitative. Aaron Garbut voulait que les joueurs aient la sensation de pouvoir « s'arrêter à n'importe quel moment et découvrir de nouvelles choses »,. De nombreux lieux du monde réel inspirent les environnements du jeu : Compton influence les zones urbaines de Los Santos, et le Golden Gate Bridge est la référence pour le Gant Bridge,. L'inclusion de montagnes, de forêts et d'un désert, des premières pour la série, enthousiasme particulièrement l’équipe,. Les collines de San Fierro, basées sur celles de San Francisco, visent à orienter le joueur vers le gameplay lié aux véhicules. Le concept de conduite dans la campagne s’inspire d'un point de vue technique de Smuggler’s Run de Rockstar. Dan Houser, producteur et coécrivain, estime que le retour à Los Santos dans le dernier acte du jeu offre aux joueurs l’occasion de découvrir la ville sous un angle différent. Pour chaque ville, Garbut définit des zones climatiques représentées par des couleurs de ciel distinctes : le rouge-orange pour Los Santos, le bleu pour San Fierro, et le rouge pour Las Venturas.
San Andreas utilise le moteur de jeu RenderWare pour sa conception. Son pipeline de rendu a été réécrit pour offrir plus de détails graphiques et une plus grande portée, permettant d'afficher 35 à 50 % de polygones supplémentaires à l'écran, des réflexions en temps réel, un éclairage volumétrique, ainsi que des modèles et des jeux de lumière distincts pour le jour et la nuit,. Selon Aaron Garbut, le monde du jeu contient environ 16 000 objets et bâtiments uniques. Plusieurs bâtiments partagent un modèle à faible détail, ce qui permet de les charger au fur et à mesure que le joueur traverse la carte, sans les interruptions dues aux écrans de chargement présents dans Vice City. Les textures sont créées en haute résolution, puis réduites pour les plateformes incapables de les supporter. Les physiques de conduite ont été repensées par rapport aux jeux précédents, en tenant compte des vastes espaces ouverts de San Andreas. Manhunt inspire les éléments furtifs de San Andreas, et la "physique" du ciblage et du gameplay de tir de Manhunt a été adaptée à la formule du monde ouvert. Les progrès du scripting informatique ont permis aux développeurs de créer des fonctionnalités de jeu inédites, telles que les mini-jeux de casino.

### Développement narratif et création des personnages
Plusieurs événements historiques ont influencé la narration de San Andreas, notamment le scandale Rampart du Los Angeles Police Department, l’épidémie de crack des années 1990 (en), les émeutes de Los Angeles de 1992, et la rivalité entre les gangs de rue Bloods et Crips. Sam Houser a évoqué sa fascination pour l'apparence des gangs de rue et sa peur face à leur comportement. Les scénaristes ont cherché à représenter la violence des gangs de manière réaliste, sans pour autant la glorifier, et souhaitaient que chaque gang ait son propre comportement, illustré par des styles de marche uniques.
DJ Pooh a été engagé pour coécrire le jeu du point de vue américain. La narration a été influencée par le cinéma hollywoodien ; Dan Houser a précisé que l’équipe avait regardé « des centaines de films pour capter l’ambiance de la Californie ». Les développeurs se sont inspirés de films comme Boyz n the Hood (1991), Colors (1988) et Menace II Society (1993) pour leur scénario, et ont comparé les lieux du jeu à ceux de différents films : la campagne à Deliverance (1972), San Fierro à Bullitt (1968) et Las Venturas à Casino (1995). Les journalistes ont également repéré des références à d'autres films comme Juice (1992) et New Jack City (1991),,,. L’accent mis sur plusieurs communautés a été motivé par la diversité de la culture de la côte Ouest dans les années 1990.
Bien que les histoires soient largement indépendantes, San Andreas conclut une trilogie débutée avec Grand Theft Auto III, permettant à Rockstar d'explorer les années 1980 (Vice City), les années 1990 (San Andreas) et le début des années 2000 (GTA III). L'équipe estime que l'attention mondiale était portée sur la Californie dans les années 1990, notamment en raison de l'actualité et de la musique, ce qui se traduit bien dans le jeu.
Dan Houser explique que la satire du jeu vise la « bizarrerie générale » du consumérisme américain et des films d'action. Il souligne que les scénaristes cherchaient à se surpasser mutuellement en matière d'humour. L’objectif était de laisser aux joueurs la liberté de faire des choix tout en maintenant leur intérêt pour l’histoire. Le jeu comprend plus de 400 acteurs vocaux et plus de 60 000 lignes de dialogue, dont plus de 7 700 pour CJ,. San Andreas établit un record Guinness pour le plus grand casting vocal dans un jeu vidéo, avec 861 acteurs crédités. Chaque personnage non-joueur dispose d’environ une heure de dialogue, contre dix minutes pour ceux de Vice City.
Sam Houser souhaite un acteur inconnu pour incarner CJ, estimant que la performance de Ray Liotta en tant que Tommy Vercetti dans Vice City crée un « conflit » en raison de la notoriété de l'acteur et de ses rôles précédents. Il privilégie des célébrités pour les rôles secondaires, comme Samuel L. Jackson pour Tenpenny, et considère que l'anonymat relatif de Young Maylay dans l'industrie rend CJ « très, très humain ». Rockstar repère Young Maylay après l’avoir entendu discuter avec DJ Pooh et lui propose une audition. Il décroche le rôle sa première performance en tant qu’acteur quelques semaines après l’essai. Il estime que les développeurs lui laissent la liberté d’insuffler sa propre personnalité à CJ. L’objectif est de faire de CJ un personnage « plus humain que jamais », avec « l’histoire la plus intense autour de lui », afin que les joueurs puissent s’identifier. DJ Pooh compare CJ à Tupac Shakur pour son attachement profond à sa famille, tout en étant capable de devenir « impitoyable » lorsque nécessaire. L’équipe considère que la possibilité d’ajuster le poids de CJ renforce l’idée que les actions du joueur ont des conséquences. Dan Houser souligne que la personnalisation du personnage permet aux joueurs de mieux s’immerger dans l’histoire et les interactions avec les autres protagonistes. DJ Pooh recrute également plusieurs autres acteurs pour le jeu, notamment Faizon Love, MC Eiht et Shawn Fonteno.

### Composition musicale
Rockstar s'associe à Interscope Records pour créer la bande-son du jeu. La radio intégrée propose onze stations animées par vingt DJs, dont Axl Rose, Chuck D et George Clinton, et comprend plus de trois fois plus de morceaux sous licence et de publicités fictives que Grand Theft Auto III. Les fonctionnalités des stations de radio sont repensées : au lieu de boucles audio fixes, chaque station devient dynamique, permettant un ordre de lecture aléatoire des chansons, des prévisions météorologiques précises et des annonces d’actualité en lien avec l’histoire. Michael Hunter compose le thème principal du jeu, en partie inspiré par son enfance et son exposition au hip-hop via Yo! MTV Raps (1988–1995). Interscope publie deux albums tirés du jeu : un double album en novembre 2004, suivi d’un coffret de huit disques en décembre. Les versions postérieures à la PlayStation 2 ajoutent une station de radio supplémentaire permettant d’importer une bande-son personnalisée.
Theft Auto : San Andreas sur la PlayStation 2, une version a vu le jour sur la PlayStation 3, des améliorations graphiques ont été simplement apportées.

## Sortie et promotion
En octobre 2003, Take-Two Interactive, la société mère de Rockstar, annonce la sortie du prochain jeu Grand Theft Auto pour le troisième trimestre de 2004. L’enregistrement de GTA: San Andreas auprès de l’Office des brevets et des marques des États-Unis en décembre 2003 suscite des spéculations. Rockstar officialise le jeu en mars 2004 et fixe sa sortie aux 19 et 22 octobre en Amérique du Nord et en Europe, respectivement. Les premiers détails et captures d’écran sont dévoilés en mai lors de l’E3, accompagnés d’un article de couverture dans Game Informer. L’illustration de la jaquette est révélée en juillet.  
En août, Rockstar lance le site officiel ainsi qu’une première bande-annonce,, suivie d’une seconde en septembre,. Ce même mois, Take-Two annonce un report du jeu aux 26 et 29 octobre pour l’Amérique du Nord et l’Europe, respectivement, et confirme une version Windows prévue pour début 2005. À la fin de l’année 2004, Rockstar commande des publicités peintes à la main pour promouvoir San Andreas dans plusieurs villes du monde ; l’une d’elles, située à Melbourne, reste partiellement visible en 2020. En octobre 2004, une version préliminaire du jeu fuite à la suite d’un piratage. Rockstar déclare qu'il poursuivra l'affaire avec fermeté et sollicite toute information à ce sujet. Grand Theft Auto: San Andreas sort officiellement sur PlayStation 2 en octobre 2004.
Une édition spéciale est publiée sur PlayStation 2 le 8 octobre 2005. Elle comprend Sunday Driver, le premier documentaire de Rockstar consacré à un club de lowriders de Compton, ainsi que The Introduction, une vidéo réalisée avec le moteur du jeu, initialement disponible sur un DVD accompagnant la bande-son. Ce court-métrage de 21 minutes retrace les événements précédant San Andreas, mettant en scène CJ, Sweet, Big Smoke, Ryder et Tenpenny. GameSpot recommande le film aux fans de la série, tandis que Chris Carle d’IGN apprécie le doublage mais juge le récit peu captivant, estimant que le film seul ne justifie pas l’achat de l’édition spéciale.
Le jeu est publié au Japon par Capcom le 25 janvier 2007.

## Réception

### Accueil Critiques
À sa sortie, le jeu est encensé par les critiques du milieu. Avec une note générale de 95 % sur le site Metacritic, se classant 5e dans le rang des meilleurs jeux vidéo sur PlayStation 2. IGN donne un 9,9/10 (le plus haut score jamais réalisé sur la console). GameSpot attribue un 9,6/10 et accorde au jeu l'Editor's Choice award. San Andreas reçoit également un A sur le réseau 1UP.com et un 10/10 dans l' Official U.S. PlayStation Magazine. Andrew Reiner de Game Informer qualifie le jeu de « divertissement à son meilleur niveau », tandis que Miguel Lopez de GameSpyGameSpy écrit qu'il lui rappelle pourquoi il joue aux jeux vidéo : « pour être libéré des contraintes de la réalité et explorer des mondes vivants et immersifs ».
Plusieurs critiques considèrent que le monde de San Andreas représente une amélioration par rapport à ses prédécesseurs,,, saluant l'attention portée aux détails des environnements et des personnages,. Jeremy Dunham de IGN souligne notamment les différences climatiques entre chaque ville comme un point fort. Jeremy Parish de 1Up.com estime qu'il s'agit de « l’environnement le plus complet, complexe et détaillé jamais conçu pour un jeu », mettant en avant la complexité du réseau autoroutier et des dynamiques sociales. Miguel Lopez de GameSpy félicite l'imitation fidèle de la côte ouest américaine. Les critiques jugent les graphismes supérieurs à ceux de Vice City, en particulier en ce qui concerne les animations, la végétation, l’éclairage et les effets météorologiques,,. Chris Sell de PALGN décrit le jeu comme « l'un des plus visuellement immersifs jamais créés ». Cependant, des reproches sont faits aux problèmes techniques du jeu : plusieurs testeurs constatent des apparitions tardives d'éléments du décor,, et des chutes de fréquence d'images,,, certains estimant que le jeu pousse le matériel de la PlayStation 2 à ses limites,.
Andrew Reiner de Game Informer considère que le gameplay constitue une amélioration majeure par rapport aux précédents opus. Dawkins de PSM2 estime que les missions, rarement répétitives, allient difficulté et humour. Joe Dodson de GameRevolution salue la liberté offerte aux joueurs, tandis que Jeremy Parish de 1Up.com regrette que l’improvisation présente dans les précédents jeux ait été réduite, et Dan Hsu de Electronic Gaming Monthly pense que le jeu aurait bénéficié de chemins narratifs alternatifs.
Charles Herold du New York Times juge que la structure du jeu nuit au plaisir des missions, obligeant les joueurs à parcourir de longues distances et à recommencer de longues séquences en cas d’échec, une critique partagée par d'autres testeurs,,. Certains critiques reprochent le système de ciblage du combat, bien que l’utilité du verrouillage automatique soit reconnue,, ainsi que les commandes des phases de vol, de course, des véhicules télécommandés et des mini-jeux,,,. L'ajout d'éléments de jeu de rôle est globalement apprécié pour sa simplicité, sa subtilité et son efficacité,,,, bien que Parish de 1Up.com dénonce les exigences statistiques de certaines missions.
Plusieurs critiques considèrent que la narration de San Andreas est la meilleure de la série jusqu’alors,. Kristan Reed d’Eurogamer attribue cette réussite à l’accent mis sur les dialogues et la mise en scène, aussi bien dans les cinématiques qu’en dehors. Matt Miller de Game Informer apprécie la satire de la culture moderne. Certains testeurs comparent l’histoire aux films hollywoodiens et à la culture populaire, ; Dawkins de PSM2 estime même que le dénouement « surpasse l’ensemble de l’œuvre » des réalisateurs Jerry Bruckheimer et Don Simpson.
Le jeu est également salué pour la performance de son casting, en particulier Young Maylay, Samuel L. Jackson, James Woods et David Cross,,. John Davison de l’Official U.S. PlayStation Magazine considère CJ comme « l’un des personnages de jeu vidéo les plus développés et crédibles jamais créés », grâce à sa personnalité nuancée et son comportement réaliste. Jeremy Parish de 1Up.com partage cet avis, mais estime que la bienveillance de CJ rend certaines de ses actions en jeu moins cohérentes, un problème qui aurait pu être évité avec une narration à embranchements.
Certains critiques et chercheurs ont critiqué San Andreas pour la manière dont il perpétue les stéréotypes raciaux,,,. Esther Iverem de Seeing Black a condamné la série pour « légitimer ... une caricature acceptée » plutôt que d'encourager le respect et la tolérance. Dean Chan a estimé que le changement de protagoniste de Tommy (un italo-américain) à CJ (un afro-américain) sans subvertir les archétypes rend la série « complice de la pathologisation et de la fétichisation de la race ». Paul Barrett a observé que l'absence de prise en compte des structures du racisme institutionnel suggérait que « les problèmes rencontrés par les Afro-Américains sont dus à des échecs individuels », renforcés par l'idée que les joueurs blancs peuvent simplement expérimenter « l'identité noire ». Une étude de Games and Culture a révélé que les groupes de jeunes « ne reçoivent pas passivement les images et contenus des jeux » : les joueurs blancs exprimaient des préoccupations concernant les stéréotypes raciaux, tandis que les joueurs afro-américains utilisaient le jeu « comme un cadre pour discuter du racisme institutionnel ».
Rachael Hutchinson considérait San Andreas comme « une réflexion critique sur les conflits raciaux en Amérique » et a estimé que plusieurs des critiques se basaient sur des visions limitées plutôt que sur l'ensemble de l'histoire . Kotaku a suggéré que certaines interactions dans le jeu pouvaient être perçues comme une absence de racisme, comme des personnages conversant sans modérer leur vocabulaire ou commenter les propos des autres. Jeremy Parish de 1Up.com a salué les références à l'agression de Rodney King et l'écriture sophistiquée abordant la question de la race à South Central Los Angeles. David J. Leonard a souligné que les politiciens et les législateurs étaient plus préoccupés par le contenu violent et sexuel du jeu que par ses stéréotypes raciaux.

#### Versions Windows et Xbox
La version Windows et Xbox de San Andreas, sortie en juin 2005, a reçu un « acclamations universelles » selon Metacritic. Elle a été le deuxième jeu Windows le mieux noté de 2005, derrière Civilization IV, et le troisième jeu Xbox le mieux noté, derrière Ninja Gaiden Black et Tom Clancy's Splinter Cell: Chaos Theory.
Matt Keller de PALGN a considéré la version Windows comme la meilleure de San Andreas. Les critiques ont salué les graphismes améliorés,, en particulier les textures et modèles détaillés, la distance d'affichage accrue, ainsi que la fréquence d'images améliorée, les temps de chargement et l'anticrénelage,,,, bien que certains aient estimé que les graphismes étaient obsolètes pour la plateforme,. Keller de PALGN a trouvé que la densité de population accrue améliorait l'atmosphère générale du monde. Les commandes au clavier et à la souris ont généralement été jugées comme une amélioration par rapport aux versions console et aux précédentes versions Windows de la série,,, notamment pendant les phases de combat,,,, bien que les réactions concernant les commandes de conduite et la configuration du clavier aient été partagées,,. Des éloges ont été attribués à la station de radio personnalisée,, et à l'emballage physique et au manuel,. Certains critiques ont déploré l'absence de changements dans la structure des missions,, et certains ont rencontré des difficultés techniques, comme des pics de lag soudains et importants,.
Eduardo Zacarias de GameZone a qualifié la version Xbox de « version définitive du jeu », tandis que Will Tuttle de GameSpy l'a trouvée supérieure à la version originale. Plusieurs critiques ont loué les améliorations des éléments graphiques, des réflexions, des ombres et des temps de chargement,,, ainsi que l'ajout d'une station de radio personnalisée,, et du mode de replay vidéo,, bien que Tuttle de GameSpy ait estimé que ce dernier était inutile sans la possibilité de sauvegarder les vidéos. Certains critiques ont jugé que les contrôles n'avaient pas été améliorés depuis la version originale,, tandis que d'autres les ont considérés comme une régression,, bien que Jeff Gerstmann de GameSpot ait apprécié les gâchettes analogiques de la manette Xbox lors de la conduite. Quelques problèmes techniques persistaient de manière occasionnelle, comme des fréquences d'images inconsistantes et un anti-crénelage médiocre,,, et certains critiques ont déploré l'absence d'améliorations graphiques significatives,.

#### Version mobile
La version mobile de San Andreas reçoit des critiques « généralement favorables » selon Metacritic. Eli Hodapp de TouchArcade la considère comme « la meilleure version du jeu à ce jour », tandis que Scott Nichols de Digital Spy estime qu'il s'agit« de loin de la pire façon de découvrir le jeu », ne la recommandant qu'aux joueurs disposant d'un matériel mobile récent. Son prix de 6,99 $ US est salué par plusieurs critiques,,.
Les critiques saluent les améliorations graphiques du portage, notamment l'augmentation de la distance d'affichage, l'amélioration des taux de rafraîchissement et des temps de chargement, ainsi que des modèles, des reflets, des ombres et de l'éclairage,,,. Cependant, Leif Johnson d'IGN estime que les textures restent datées, et certains critiques relèvent des problèmes techniques comme l'apparition soudaine d'éléments,. Scott Nichols de Digital Spy apprécie l'ajout de points de contrôle en cours de mission, tandis qu'Eli Hodapp de TouchArcade considère que la sauvegarde sur le cloud est la meilleure fonctionnalité du portage. Les retours sur les commandes sont généralement positifs,,, jugées meilleures que celles des précédents portages mobiles de la série, bien que les critiques s'accordent à dire que l'utilisation d'une manette améliore l'expérience et se rapproche davantage des versions originales,,.

#### Récompenses/distinctions
San Andreas remporte quatre des cinq prix pour lesquels il est nommé aux Spike Video Game Awards, dont « Jeu de l'année », « Meilleur jeu d'action » et « Meilleure performance masculine pour Jackson dans le rôle de Tenpenny ». Il obtient quatre nominations aux British Academy Games Awards, et cinq aux Game Developers Choice Awards. D'après The Guardian, les développeurs quittent la cérémonie de ces derniers après n'avoir remporté aucun prix. Aux Golden Joystick Awards, le jeu décroche cinq récompenses, dont « Jeu ultime de l'année », ainsi que « Héros et Méchant pour CJ et Tenpenny, respectivement ». Il reçoit six nominations aux Interactive Achievement Awards et remporte les prix de « Réalisation exceptionnelle pour la bande-son et Jeu d'action/aventure sur console de l'année ».
San Andreas est désigné « Meilleur jeu de l'année 2004 » par GamesMaster, et arrive en deuxième position selon PSM. Il remporte les prix de « Jeu de l'année » sur PlayStation 2 et « Meilleur jeu dans un jeu (pour le billard) » décernés par Electronic Gaming Monthly. GameSpot le distingue comme « Meilleur jeu PlayStation 2 », « Meilleur jeu d'action-aventure », « Meilleur doublage » et « Jeu le plus drôle »,,,. 
| Date             | Prix                            | Catégorie                                                             | Résultat   | Réf.    |
| ---------------- | ------------------------------- | --------------------------------------------------------------------- | ---------- | ------- |
| 1er mars 2005    | British Academy Games Awards    | Meilleur jeu                                                          | Nomination | [ 153 ] |
| 1er mars 2005    | British Academy Games Awards    | Jeu d'action                                                          | Nomination | [ 153 ] |
| 1er mars 2005    | British Academy Games Awards    | Animation                                                             | Nomination | [ 153 ] |
| 1er mars 2005    | British Academy Games Awards    | Meilleur jeu PS2                                                      | Nomination | [ 153 ] |
| 1er mars 2005    | British Academy Games Awards    | Prix du lecteur Sunday Times                                          | Nomination | [ 153 ] |
| 10 mars 2005     | Game Audio Network Guild Awards | Meilleure utilisation de musique sous licence                         | Lauréat    | [ 165 ] |
| 10 mars 2005     | Game Audio Network Guild Awards | Meilleur dialogue                                                     | Lauréat    | [ 165 ] |
| 9 mars 2005      | Game Developers Choice Awards   | Meilleur jeu                                                          | Nomination | [ 154 ] |
| 9 mars 2005      | Game Developers Choice Awards   | Excellence en audio                                                   | Nomination | [ 154 ] |
| 9 mars 2005      | Game Developers Choice Awards   | Conception de jeu                                                     | Nomination | [ 154 ] |
| 9 mars 2005      | Game Developers Choice Awards   | Meilleur scénario                                                     | Nomination | [ 154 ] |
| 5 novembre 2004  | Golden Joystick Awards 2004     | Jeu le plus attendu pour Noël                                         | Lauréat    | [ 166 ] |
| 4 novembre 2005  | Golden Joystick Awards          | Jeu ultime de l'année (Nuts Magazine)                                 | Lauréat    | [ 156 ] |
| 4 novembre 2005  | Golden Joystick Awards          | Meilleur jeu PS2 de l'année                                           | Lauréat    | [ 156 ] |
| 4 novembre 2005  | Golden Joystick Awards          | Meilleure bande-son de jeu                                            | Lauréat    | [ 156 ] |
| 4 novembre 2005  | Golden Joystick Awards          | Héros de l'année (CJ)                                                 | Lauréat    | [ 156 ] |
| 4 novembre 2005  | Golden Joystick Awards          | Méchant de l'année (Officier Tenpenny)                                | Lauréat    | [ 156 ] |
| 29 juillet 2005  | G-Phoria                        | Meilleure bande-son sous licence                                      | Lauréat    | [ 167 ] |
| 29 juillet 2005  | G-Phoria                        | Jeu de l'année                                                        | Nomination | [ 168 ] |
| 29 juillet 2005  | G-Phoria                        | Meilleur jeu d'action                                                 | Nomination | [ 168 ] |
| 29 juillet 2005  | G-Phoria                        | Meilleure performance vocale masculine (Samuel L. Jackson)            | Nomination | [ 168 ] |
| 29 juillet 2005  | G-Phoria                        | Meilleure performance vocale masculine (Young Maylay)                 | Nomination | [ 168 ] |
| 29 juillet 2005  | G-Phoria                        | Personnage préféré (CJ)                                               | Nomination | [ 168 ] |
| 1er février 2005 | Interactive Achievement Awards  | Meilleur jeu action/aventure sur console                              | Lauréat    | [ 157 ] |
| 1er février 2005 | Interactive Achievement Awards  | Meilleure bande-son originale                                         | Lauréat    | [ 157 ] |
| 1er février 2005 | Interactive Achievement Awards  | Jeu de l'année                                                        | Nomination | [ 157 ] |
| 1er février 2005 | Interactive Achievement Awards  | Jeu console de l'année                                                | Nomination | [ 157 ] |
| 1er février 2005 | Interactive Achievement Awards  | Meilleure conception de jeu                                           | Nomination | [ 157 ] |
| 1er février 2005 | Interactive Achievement Awards  | Meilleur développement de personnage ou histoire                      | Nomination | [ 157 ] |
| 14 décembre 2004 | Spike Video Game Awards         | Jeu de l'année                                                        | Lauréat    | [ 169 ] |
| 14 décembre 2004 | Spike Video Game Awards         | Meilleure performance masculine (Samuel L. Jackson en Frank Tenpenny) | Lauréat    | [ 169 ] |
| 14 décembre 2004 | Spike Video Game Awards         | Meilleur jeu d'action                                                 | Lauréat    | [ 169 ] |
| 14 décembre 2004 | Spike Video Game Awards         | Meilleure bande-son                                                   | Lauréat    | [ 169 ] |
| 14 décembre 2004 | Spike Video Game Awards         | Designer de l'année (Sam Houser & Rockstar North)                     | Nomination | [ 170 ] |

### Ventes
Michael Pachter de Wedbush Morgan estime que le jeu a généré un bénéfice brut d'environ 285 millions de dollars américains en trois mois et devrait atteindre 400 millions de dollars de ventes mondiales d'ici la fin de l'année. San Andreas est le jeu le plus vendu de 2004, avec 5,1 millions d'exemplaires écoulés aux États-Unis, et plus de 1,75 million au Royaume-Uni. Il est le huitième jeu le plus rentable de 2005 aux États-Unis. À sa sortie au Japon, il se classe en tête des ventes avec plus de 227 000 unités écoulées lors de sa première semaine.
En avril 2008, il devient le jeu le plus vendu aux États-Unis avec plus de 8,6 millions d'exemplaires écoulés, et le jeu le plus vendu de la PlayStation 2 avec 17,33 millions d'unités vendues en 2009. Ses ventes mondiales atteignent 12 millions d'unités en mars 2005, 21,5 millions en avril 2008, et 27,5 millions en 2011. Il figure parmi les jeux vidéo les plus vendus de tous les temps.

## Controverses

### Mod Hot Coffee
En juin 2005, Patrick Wildenborg, un modder néerlandais, propose un mod nommé Hot Coffee mod qui permet de débloquer du contenu sexuel. Dans la version originale du jeu, le joueur ramenait sa copine chez elle, et, si le joueur acceptait son invitation pour un « café » (d'où le nom du mod), la caméra restait à l'extérieur de la maison d'où on pouvait entendre des gémissements. Avec la version modifiée, la caméra suivait le joueur dans la maison et participait, via un mini-jeu, au rapport sexuel entre Carl et sa copine (à noter que les personnages restaient habillés).
Face aux nombreuses réactions, l'éditeur a prétendu que la totalité des séquences à caractère sexuels avaient été ajoutées par le mod, mais cette déclaration a été contredite lorsque des outils pour débloquer ces scènes ont été rendus disponibles sur les consoles PlayStation 2 et Xbox. Cet outil, le « GTA:SA Censor Remover », permettait l'accès aux mini-jeu et aux scènes prouvait ainsi la disponibilité du contenu au sein même des versions console du jeu.
À la suite de ce scandale, l'ESRB, l'agence de notation des jeux vidéo aux États-Unis, a mis à jour le classement du jeu, en le passant d'un avertissement M, à AO. Ce changement de notation a provoqué le retrait du jeu dans de nombreux points de ventes du pays (Target, Walmart, BestBuy, etc.).
En août 2005, Rockstar publie un patch officiel intitulé « Cold Coffee » pour la version PC qui supprime les scènes et le mini-jeu incriminé, ce qui permit au jeu de retrouver sa classification d'origine. De nouvelles versions consoles sont également re-publiées sans les séquences problématiques. En septembre 2009, à la suite d'une longue procédure judiciaire qui opposait Take-Two Interactive, le distributeur du jeu, à ses actionnaires, la société a convenu d'un règlement à l'amiable de 20 millions de dollars.

### Violence et stéréotypes raciaux
San Andreas a été controversé pour son contenu violent et certains stéréotypes raciaux présents dans son intrigue et son univers. Une étude menée par le journal académique Games and Culture auprès de divers groupes de jeunes engagés dans le jeu a révélé qu’« ils ne reçoivent pas passivement ses images et son contenu » ; la publication a noté que la représentation des communautés afro-américaines et latines du jeu comme des foyers de violence et de criminalité « renforce des stéréotypes discriminatoires et offre aux jeunes adolescents des modèles négatifs ».

### Action en justice de Michael Washington
Une action en justice isolée contre Take-Two a eu lieu fin 2012, lorsque le chanteur Michael « Shagg »Washington, vocaliste du groupe de rap Cypress Hill, a affirmé devant un tribunal californien que Carl Johnson avait été conçu en s'inspirant de sa vie, de son histoire personnelle et de son apparence physique. En raison des préjudices subis, il a réclamé une indemnisation de 250 millions de dollars pour atteinte à son image. Comme preuve, il a déclaré qu'en 2003, il avait rencontré un groupe de développeurs du jeu avec qui il avait discuté de son passé de boxeur et de membre d'un gang de rue. Lors de cette rencontre, il leur aurait remis une photo de lui, qui a été conservée dans les archives de sa défense; de plus, son nom apparaît dans les crédits de la version Windows du jeu en tant que modèle de base pour les personnages.
Cependant, le juge a estimé que les preuves étaient insuffisantes, car le plaignant devait présenter des éléments distinctifs tels que des tatouages, des marques de naissance ou d'autres caractéristiques physiques spécifiques. En réponse, Take-Two s'est appuyé sur une clause stipulant que l'utilisation de personnages « transformatifs » excluait toute référence directe à une personne réelle. La législation californienne soutenant cette interprétation, l'entreprise a remporté le procès, et le juge a conclu qu'en l'absence de preuves concluantes, Washington ne pouvait prétendre à aucune compensation financière.

## Postérité
Les critiques s'accordent à dire que San Andreas est l'un des titres les plus marquants de la sixième génération de consoles et l'un des meilleurs jeux jamais réalisés,,,,. Rockstar établit une nouvelle continuité narrative pour la série avec les consoles de septième génération, en mettant davantage l'accent sur le réalisme et les détails. Avec Grand Theft Auto IV (2008), l'équipe se concentre sur l'augmentation du nombre et du niveau de détail des bâtiments, supprimant les zones inutiles et les espaces sans intérêt afin d'offrir « une expérience plus ciblée » que San Andreas,.  Cette approche axée sur le réalisme et la profondeur se poursuit avec Grand Theft Auto V, où l'équipe de développement repense Los Santos et exclut San Fierro et Las Venturas ; Dan Houser estime qu'en intégrant trois villes dans San Andreas, l'équipe de développement a été limitée dans sa capacité à reproduire fidèlement Los Angeles,. Garbut considère que les limitations techniques ont empêché San Andreas de capturer pleinement l'essence de Los Angeles, donnant à la ville un aspect de « décor ou de niveau de jeu avec des passants errant aléatoirement », et servant finalement de point de départ au développement de Grand Theft Auto V.
Plusieurs moments du jeu deviennent des mèmes Internet populaires, comme la commande de fast-food exagérée de Big Smoke en 2016,,, ou l'une des premières répliques de CJ « Ah shit, here we go again » en avril 2019,,. Une mission du début du jeu, Wrong Side of the Tracks, se fait remarquer pour sa difficulté ; la réplique de Big Smoke en cas d’échec « All we had to do, was follow the damn train, CJ! » est perçue comme une phrase culte,,, et est ensuite référencée dans Grand Theft Auto V. Des moddeurs intègrent régulièrement CJ dans d’autres jeux, tels que Dark Souls (2011), The Legend of Zelda: Breath of the Wild (2017) et Street Fighter 6 (2023),,.
Le jeu est moddé avec Multi Theft Auto et SAMP, pour le multijoueur, et qui est toujours populaire deux décennies après sa sortie.

### Portage
La version Xbox est ensuite publiée sur Xbox 360 le 20 octobre 2008 via le programme Xbox Originals, tandis que la version PlayStation 2 arrive sur PlayStation 3 le 11 décembre 2012 dans la collection PS2 Classics. Et la version PlayStation 2 est sortie sur PlayStation 4 le 5 décembre 2015. 

#### Remaster (2021)
En 2021, Rockstar annonce une version remastérisées des titres de l'ère « 3D » de la franchise nommée Grand Theft Auto: The Trilogy The Definitive Edition. San Andreas retrouvera les deux opus l'ayant précédé, Grand Theft Auto III et Grand Theft Auto: Vice City, dans la compilation qui sera disponible le 11 novembre 2021 sur Windows, Switch, PlayStation 4, PlayStation 5, Xbox One, et Xbox Series et début 2022 pour les plates-formes mobiles (Android et iOS).

#### Version VR
Lors du Facebook Connect de 2021, Mark Zuckerberg a annoncé le développement d'une version VR de GTA San Andreas pour le casque de réalité virtuelle de Meta, Oculus Quest 2. En août 2024, l'entreprise annonce mettre en pause pour une durée indéterminée le développement de cette version VR pour se concentrer sur d’autres projets.

#### Ouvrages
- (en) David Annandale, The Meaning and Culture of Grand Theft Auto: Critical Essays, McFarland, 2006, 265 p. (ISBN 9780786483488, lire en ligne).
- (en) David Kushner, Jacked : the outlaw story of Grand theft auto, États-Unis, John Wiley & Sons, 2012, 309 p. (ISBN 0470936371, lire en ligne).
- (en) Gladys Knight, Pop Culture Places: An Encyclopedia of Places in American Popular Culture, vol. 3, Greenwood, 2014 (ISBN 9780313398834, lire en ligne).
- (en) Craig Glenday, Guinness World Records 2009 Gamer's Edition, 2009 (ISBN 978-1-904-99445-9, lire en ligne).

#### Guides
- (en) Tim Bogenn et Barba, Grand Theft Auto: San Andreas – Official Strategy Guide, 2004 (ISBN 978-0-744-00429-8, lire en ligne).